# 達城徐氏
達城徐氏（韓語：달성 서씨），是一個以韓國慶尚北道大邱廣域市達城郡為本貫的氏族。
始祖是箕子朝鮮最後一位王準王的後裔，新羅人徐晋。
在2000年時的調査有429,353人，是韓国第17大的氏族集團，朝鲜王朝時期朝鮮英祖的中殿貞聖王后即出自達城徐氏。